# 河村錠一郎
河村 錠一郎（かわむら じょういちろう、1936年4月19日 - ）は、日本の英文学者、比較芸術学者、翻訳家。一橋大学名誉教授。
専門はイギリス美術史、特にラファエル前派。

## 来歴
東京市浅草生まれ。1960年東京大学文学部英文科卒、1965年同大学院博士課程中退、一橋大学経済学部講師。1969年助教授、のち教授。1996年言語社会研究科教授、2000年定年退官、名誉教授。帝京大学教授。のち客員教授。2015年瑞宝中綬章受勲。
門下に加藤光也（元旧・東京都立大学教授）。

## 著書
- 『ビアズリーと世紀末』（青土社） 1980、新版 1991
- 『コルヴォー男爵 知られざる世紀末』（小沢書店） 1986.5、新版 1991
  - 改題『コルヴォー男爵 フレデリック・ロルフの生涯』（試論社） 2005
- 『世紀末の美学』（研究社出版） 1986.6
- 『ワーグナーと世紀末の画家たち』（音楽之友社） 1987
- 『マニエリスムとバロック』（青土社） 1988
- 『イギリスの美、日本の美 - ラファエル前派と漱石、ビアズリーと北斎』（東信堂） 2021

### 共著
- 『世紀末美術の楽しみ方』（新潮社、とんぼの本） 1998
- 『オーブリー・ビアズリー 世紀末、異端の画家』（島田紀夫共著、河出書房新社、小さな美術館） 1998
- 『バロックの魅力』（小穴晶子編、福島勝則・中村隆夫・諸川春樹共著、東信堂） 2007

## 翻訳
- 『エレジー・唄とソネット』（ジョン・ダン、現代思潮社、古典文庫） 1970、現代思潮新社 2007
- 『現代文学と美術における自我の喪失』（ワイリー・サイファー、河出書房新社） 1971、のち新版
- 『リード』（F・ベリー、研究社出版、英文学ハンドブック、「作家と作品」シリーズ） 1971
- 『ルネサンス様式の四段階 1400年 - 1700年における文学・美術の変貌』（ワイリー・サイファー、河出書房新社） 1976、のち新版
- 『知覚の扉』（オルダス・ハクスレー、朝日出版社、エピステーメー叢書）1978、平凡社ライブラリー 1995
- 『青髯ジル・ド・レー 悪魔になったジャンヌ・ダルクの盟友』（レナード・ウルフ、中央公論社） 1984
- 『レコードうら・おもて レッグ&シュヴァルツコップ回想録』（エリーザベト・シュヴァルツコップ、音楽之友社） 1986
- 『ロココからキュビスムへ　18～20世紀における文学・美術の変貌』（ワイリー・サイファー、河出書房新社）1988。監訳
- 『ラファエル前派画集「女」』（ジャン・マーシュ、リブロポート） 1990
- 『ベスト・オブ・ビアズリー』（ケネス・クラーク、白水社） 1992
- 『ロセッティ画集』（アリシア・クレイグ・ファクソン、占部敏子共訳、リブロポート） 1993
- 『ヴェネツィアからの誘惑 コルヴォー男爵少年愛書簡』（フレデリック・ウィリアム・ロルフ、白水社） 1994
- 『コルヴォーを探して』（A・J・A・シモンズ、早川書房） 2012

## 論文
- Cinii